# Heikinlaakso
Heikinlaakso (suédois : Henriksdal) est une section du quartier de Suurmetsä d'Helsinki, la capitale de la Finlande. Heikinlaakso appartient aussi au  district de Puistola.

## Description
Heikinlaakso a une superficie est de 1,19 km2, sa population s'élève à 3 021 habitants(1.1.2010) et il offre 944 emplois (31.12.2008).